# Armand David
Jean-Pierre-Armand David (27. září 1826 Espelette – 10. listopadu 1900 Paříž) byl francouzský kněz a misionář baskického původu, příslušník kongregace lazaristů. Proslul jako zoolog a botanik, znalec přírody východní Asie.
Narodil se v Baskicku, jeho otec byl lékař a starosta obce. Absolvoval seminář v Bayonne a v roce 1848 vstoupil do kongregace. Roku 1862 odcestoval do Číny, aby se ujal vedení církevní školy v Pekingu. Ve volném čase se věnoval sbírání přírodnin pro Jardin des plantes, udržoval také kontakt s ředitelem pařížského Muséum national d'histoire naturelle profesorem Henri Milne-Edwardsem. V roce 1865 se mu podařilo proniknout do přísně střežené císařské obory, kde byli chováni ve volné přírodě již vyhubení jeleni milu, takže mohl jako první Evropan popsat tento druh. V roce 1869 podnikl cestu do S’-čchuanu a v tamních odlehlých horách objevil pro západní vědu pandu velkou a odeslal do Paříže její kůže. Navštívil také Mongolsko, Tibet a jižní Čínu, popsal 63 nových druhů savců a 65 druhů ptáků, také stovky nových rostlin (jen mezi pěnišníky objevil 52 nových druhů). Napsal knihy Journal de mon troisième voyage d'exploration dans l'Empire chinois a (spolu s Émilem Oustaletem) Les Oiseaux de la Chine. Jelen milu podle něj dostal vědecké jméno Elaphurus davidianus, jmenuje se podle něj také davidie listenová a komule Davidova.